# Like Dat
«Like Dat» — перший офіційний сингл американського репера Stat Quo. Пісня увійшла до саундтреку гри NBA Live 06, в якій її також можна почути. Крім того, композиція присутня в грі Midnight Club 3: DUB Edition Remix. Сингл посів 35-ту сходинку чарту Billboard Hot R&B/Hip-Hop Singles Sales.

## Відеокліп
У 2005 р. з'явився відеокліп на Like Dat. Зйомки відбувалися поблизу будинків у Томасвіль-Гайтс, які було споруджено для малозабезпечених сімей за рахунок бюджетних коштів. Під час інтерв'ю, пояснюючи причину вибору місця зйомки, Бентон сказав: «Це старт моєї кар'єри, тож я хотів знімати там, де розпочався мій життєвий шлях. […] До того ж, влада збирається знести муніципальні житла, тому я хотів показати цей район у відео, поки він ще не зник назавжди». У відео також знялися Ludacris, Young Buck та Bun B.

## Список пісень
| #  | Назва                     | Тривалість |
| -- | ------------------------- | ---------- |
| 1. | «Like Dat» (Clean)        | 4:00       |
| 2. | «Like Dat» (Dirty)        | 4:00       |
| 3. | «Like Dat» (Instrumental) | 4:00       |
| 4. | «Like Dat» (Acappella)    | 4:00       |